# Keisaku

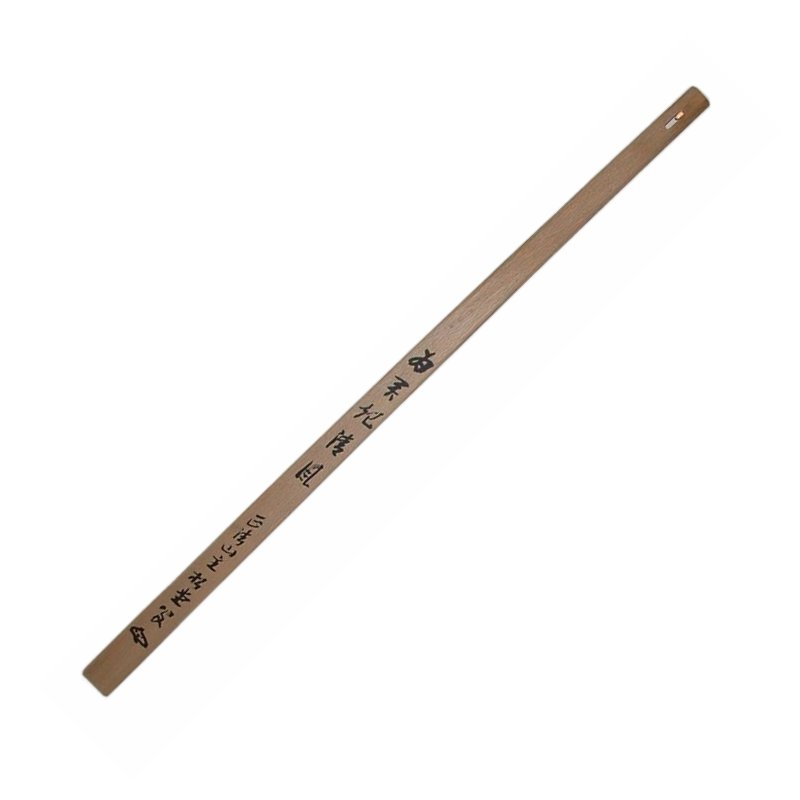
Keisaku

Keisaku (jap. 警策; im Sōtō-Zen: Kyosaku) ist ein Stock, mit dem im Zen Training während längerer Sitzperioden den Übenden zwei bis drei Schläge auf die Schultern (Schultermuskel) gegeben werden. 
Dieser Stock der Warnung, manchmal auch als Aufweckstock, oder Stock des Mitgefühls bezeichnet, dient dazu, dem Übenden zu helfen, Unkonzentriertheit, Unachtsamkeit, Schläfrigkeit und Verspannung, die bei längerem Zazen auftreten, zu überwinden. Einerseits kann es dem Übenden helfen, zur Empfindung und Wahrnehmung des eigenen Körpers zurückzukehren und durch die Klopfmassage eine verkrampfte Haltung aufzulösen, andererseits dient es auch zur Festigung des Entschlusses, unbeirrbar den Bodhisattva- und Erleuchtungspfad fortzusetzen. 
Das zischende und klatschende Geräusch des niedersausenden Keisaku hat auch auf die anderen Teilnehmer einen entsprechend aufrüttelnden, stimulierenden Effekt (警覺). In neuerer Zeit ist es auch in den meisten Klöstern Japans üblich geworden, dass der Empfänger des Keisaku den Träger (Roshi, Meditationsleiter etc.), der die Sitzreihen entlanggeht, durch eine Verneigung mit Gasshō um die Erteilung der Stockschläge bittet. Beide verneigen sich vorher und nachher voreinander. Im Rinzai-Zen beugt sich der Meditierende soweit nach vor, dass der Keisaku die Schultermuskeln gut treffen kann, im Sōtō-Zen, wo der Meditierende dem Kyosaku-Träger den Rücken zuwendet, beugt sich der Übende zur Wand.
In Kreisen, denen Zen fremd ist, wird die Verabreichung des Keisaku oft als Bestrafung missverstanden und als Beispiel für die Strenge und das Kriegerische im Zen ins Treffen geführt. Tatsächlich werden die Schläge üblicherweise nur auf Verlangen des Übenden gegeben. Für den Übenden gilt der Keisaku als Beistand durch Manjusri, dessen Schwert der Weisheit, Erkenntnis und Klarheit jegliche Verblendung durchtrennt.